# Uralichas
Uralichas (лат.) — род трилобитов из семейства † Lichidae (отряд † лихиды). Ордовикский период (около 465 млн лет, Испания, Португалия, Франция, Чехия).

## Описание
Трилобиты-лихиды с умеренно выпуклой глабеллой, лобная доля вертикально спускается к передней границе. Буллярная доля окружена или сливается абаксиально с L1b; доля L1a крупная и хорошо выраженная. Продольная борозда может быть развита за буллярной долей как широкое, неглубокое углубление, не прерывающее экзоскелетную грануляцию; осевая борозда неглубокая или неразличимая вдоль L1b. Пальпебральная доля маленькая, задний край расположен на одном уровне с основанием буллярной доли или перед ним. Пигидий с двумя-четырьмя парами плевральных борозд (пять у U. giganteus) и двумя-четырьмя парами уплощенных краевых шипов (возможно, больше у U. giganteus). Пигидиальная ось сливается сзади с округлым постаксиальным гребнем, непрерывным с длинным задним шипом; три или четыре осевых кольца, последние одно или два определены неглубокими кольцевыми бороздами, которые медиально устаревают. Некоторые виды рода достигают исключительно крупных размеров, до 66 см.

## Классификация
Род был впервые выделен в 1892 году как подрод Lichas (Uralichas) для вида Lichas (Uralichas) Riheiroi Delgado, 1892 по ископаемым материалам из Португалии. В 1959 году статус Uralichas повышен до отдельного рода. В 1957 году Tripp (1957, 1958) включил вид Lichas incola (Bohemolichas incola) в состав Uralichas, а Vanek (1959) оставил в составе рода Lichas. В 1972 году Přibyl & Vaněk (1972) сделали таксон incola типовым видом рода Bohemolichas  Přibyl & Vaněk, 1972, который рассматривался морфологически близким к родам Lichas и Platylichas. В обзорах таксонов трилобитов 2022 года вид incola определён в составе рода Bohemolichas, также как и в 2023 году, когда на примере Bohemolichas incola впервые для трилобитов был описано содержимое кишечника.
В классификации 2005 года род Uralichas включён в состав трибы Dicranopeltini из подсемейства Lichinae.
- † Uralichas avus (Barrande, 1872[14]
  - = Lichas avus Barrande, 1872
  - = Autoloxolichas reedi Phleger, 1937
  - = Platopolichas avus
- † Uralichas frangipana  (Šnajdr, 1985)[15]
  - = Bohemolichas frangipana Šnajdr, 1985
- † Uralichas giganteus (Holub, 1911)[6]
  - = Lichas giganteus Holub, 1911 in Kloubek, 1917
- † Uralichas gutierrezi Rabano, 1989[16]
- † Uralichas hispanicus (Verneuil & Barrande, 1856)[17]
  - = Lichas hispanica Verneuil & Barrande, 1856
  - = Lichas (Uralichas) ribeiroi Delgado 1892
  - = Uralichas ribeiroi Delgado 1892
- † Uralichas tardus Vela & Corbacho, 2009[18][19]
  - = Uralichas hispanicus tardus Vela & Corbacho, 2009

### Комментарии
1. ↑  В обзоре отряда Lichida, выполненном Thomas & Holloway (1988, p. 200) авторы указали, что род Uralichas, вероятно, включает Bohemolichas Pfibyl & Vanek, 1972 (типовой вид Lichas incola Barrande, 1872), но отметили этот таксон под знаком вопроса (?)[3]. В 2022 году другие палеонтологи частично согласились с этими авторами, считающими валидность Bohemolichas проблематичной, но предпочли рассматривать оба рода как самостоятельные. Несмотря на морфологическое сходство гипостома и кранидия, имеются различия в глабеллярной лобации и пигидиальной архитектуре Bohemolichas (отсутствие одного заднего шипа на пигидии и наличие других видов с такими же отличительными признаками, Lichas praecursor Holub, 1911 и Bohemolichas histrion Reck and Vanek, 1993, соответственно)[11].